# 黎明公主號
黎明公主號（英語：MS Dawn Princess），是公主郵輪旗下的太陽級郵輪，由意大利船廠Fincantieri於1996年建造。船上有8間餐廳、7間酒吧、4個泳池、5個按摩浴池和兩間托兒所。

## 沿途停靠的港口
從2009年起，黎明公主號專門行走澳洲紐西蘭的往返航線，沿途停靠奥克兰、陶兰加、內皮爾、惠灵顿及阿卡罗阿等港口市鎮。

## 圖片集
- 黎明公主號於墨西哥巴亞爾塔港
- 黎明公主號於阿拉斯加崔西峽灣（英语：Tracy Arm）